# Saint-Pierre-de-Mailloc
Saint-Pierre-de-Mailloc era una comuna francesa situada en el departamento de Calvados, de la región de Normandía, que el 1 de enero de 2016 pasó a ser una comuna delegada de la comuna nueva de Valorbiquet al fusionarse con las comunas de La Chapelle-Yvon, Saint-Cyr-du-Ronceray, Saint-Julien-de-Mailloc y Tordouet.

## Demografía
| Gráfica de evolución demográfica de Saint-Pierre-de-Mailloc entre 1800 y 2014 |
|                                                                               |

Los datos demográficos contemplados en este gráfico de la comuna de Saint-Pierre-de-Mailloc se han cogido de 1800 a 1999 de la página francesa EHESS/Cassini, y los demás datos de la página del INSEE.